# 주르후젠의 사탑

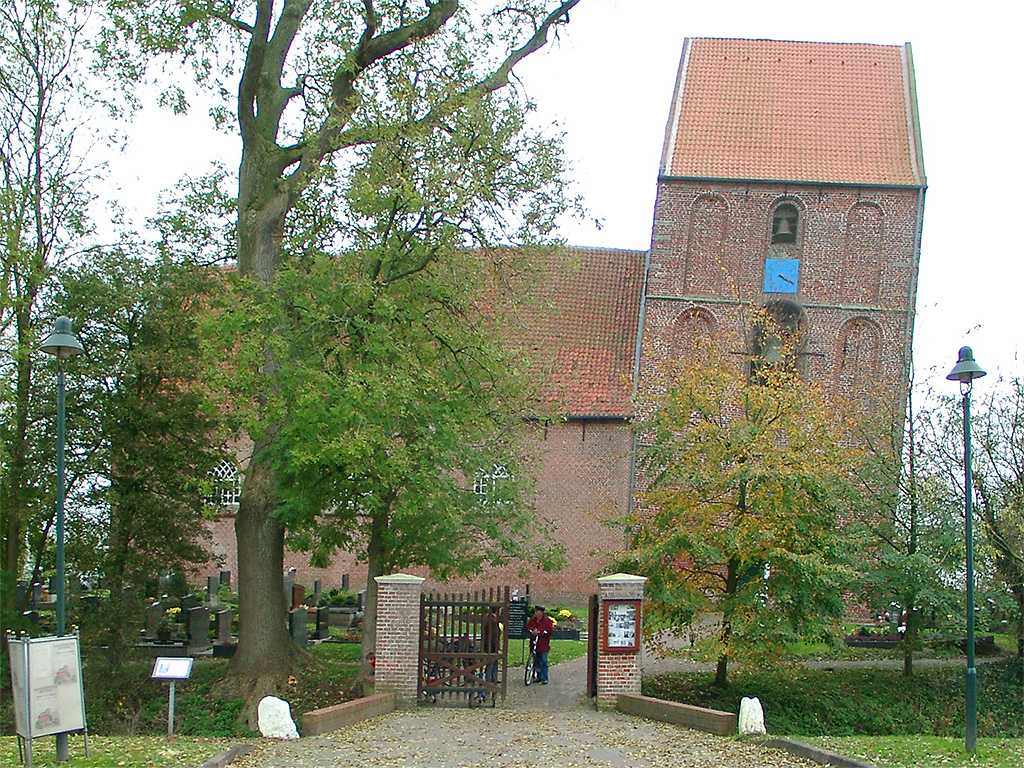
주르후젠의 사탑

주르후젠의 사탑(독일어: Schiefer Turm von Suurhusen)은 독일 니더작센주 주르후젠에 있는 중세에 지어진 교회 종탑이다. 2010년 아부다비에 있는 캐피탈 게이트가 인정될 때까지 세계에서 가장 기울어 진 탑으로 기네스북에 등재되어 있었다. 주르후젠의 사탑은 자연스럽게 기울어 진 탑으로는 세계 제일이며, 피사의 사탑보다 1.22도 기울어져 있다.